# Jan Bjur
Jan Bjur (født 4. august 1965) er en dansk tidligere professionel fodboldspiller, der spillede som midtbanespiller for Vanløse IF, Brønshøj BK og Akademisk Boldklub (AB). Han vandt DBU Pokalen i 1999 med AB. Jan Bjur spillede 148 kampe og scorede 20 mål for AB i Superligaen fra 1996 til 2001.
Han er storebror til den danske landsholdspiller Ole Bjur, og onkel til Esbjerg spilleren Peter Bjur. Han har en datter fra et tidligere ægteskab, Frederikke Bjur Susanka, som nu er jurastuderende.

## Hæder
Akademisk Boldklub
- DBU Pokalen: 1998–99 [3]